# Regio-Verkehrsverbund Freiburg

Historische Logo Regio-Verkehrsverbund Freiburg GmbH (RVF) von 2020

Schematische Karte vom RVF mit Städten und Kreisgrenzen

Der Regio-Verkehrsverbund Freiburg (RVF) entwickelt und vernetzt die Mobilität in den Landkreisen Emmendingen, Breisgau-Hochschwarzwald und in der Stadt Freiburg im Breisgau. Ziel ist es, für alle Menschen in der Region klimafreundliche und günstige Mobilität mit Bus, Bahn, und Sharing-Angeboten zu ermöglichen. Dazu gehört auch deren digitale Verfügbarkeit und Vernetzung. Im Gebiet des RVF gibt es 15 verantwortliche Verkehrsunternehmen sowie mehrere Sharing-Angebote. Im gesamten Verbundgebiet von 2.211 km² leben Stand 2025 rund 675.000 Einwohner. Die Geschäftsführung besteht aus Simone Stahl und Timm Anders.

## Geschichte des RVF

Tarifzonenplan RVF (Stand August 2025)

Die Regio-Verkehrsverbund Freiburg GmbH wurde am 1. Januar 1994 gegründet, um im Verbundgebiet einen einfachen Tarif anzubieten und damit eine freizügige Nutzung von Bussen und Bahnen im Nahverkehr zu ermöglichen. Mit der Regiokarte führte der RVF als einer der ersten Verbünde einen Einheitstarif ein, der unabhängig vom benutzten Verkehrsmittel und gefahrener Strecke galt. Die Regiokarte war auf Anhieb ein Erfolgsmodell und führte zu einem starken Nachfragezuwachs.
Die ursprünglichen Gründungsgesellschafter waren:
- Land Baden-Württemberg mit 10 %
- Zweckverband Regio-Nahverkehr Freiburg (ZRF) mit 40 %
- 14 Verkehrsunternehmen mit insgesamt 50 %

Später erfolgte eine Reorganisation der RVF GmbH zu einem Unternehmensverbund, der mit dem Zweckverband Regio-Nahverkehr Freiburg (ZRF) einen Grundlagen- und Zuschuss-Vertrag abschloss.
Seit 2024 ist der Regio-Verkehrsverbund Freiburg ein Aufgabenträgerverbund. Aufgabenträger sind die Stadt Freiburg, die Landkreise Emmendingen und Breisgau-Hochschwarzwald sowie das Land Baden-Württemberg. Eine Sonderstellung kommt der VAG zu, die weiter beteiligt ist. Diese Aufgabenträger definieren und finanzieren das Fahrplan-Angebot, das dann von den Verkehrsunternehmen umgesetzt wird. Der neu strukturierte RVF will die Mobilitätswende in der Region aktiv gestalten. Dazu gehört auch, dass das klassische ÖPNV-Angebot um weitere Mobilitätsformen wie zum Beispiel Auto- oder Fahrrad-Sharing ergänzt wird, um die so genannte „letzte Meile“ bis zur Haustüre abzudecken. Hier ist vor allem das Fahrradvermietsystem Frelo des Anbieters Nextbike zu nennen, das im Gebiet des RVF wächst. Seit 2025 ist diese Neuausrichtung des RVF durch eine neue Dachmarke mit entsprechendem Erscheinungsbild für alle Kundinnen und Kunden erkennbar.

## Struktur, Fahrgastzahlen
Die RVF GmbH besteht im Jahr 2025 aus fünf Gesellschaftern:
- 20 % Stadt Freiburg
- 20 % Freiburger Verkehrs AG (VAG)
- 20 % Landkreis Emmendingen
- 20 % Landkreis Breisgau-Hochschwarzwald
- 20 % Land Baden-Württemberg

Die Verkehrsunternehmen bieten Verkehrsleistungen im Umfang von jährlich rund 4 Mrd. Platz-Kilometern und etwa 27 Mio. Linien-Kilometern an. Es sind dafür insgesamt mehr als 500 Busse, Straßenbahnen und S-Bahnen im Einsatz.
2023 gab es im RVF rechnerisch 100 Mio. Fahrgäste. Da die Fahrgastzahlen rein statistisch über verkaufte Fahrscheine und unterstellte Nutzungshäufigkeiten ermittelt werden, entsteht aufgrund des Deutschland-Tickets eine sehr große Unschärfe: Fahrgäste, die im RVF fahren, aber ihr D-Ticket über andere Kanäle wie zum Beispiel den DB Navigator beziehen, tauchen in der RVF-Fahrgaststatistik nicht auf. Der Großteil der Fahrgäste im RVF nutzt das Deutschland-Ticket. Die Fahrgeldeinnahmen inklusive Tarifzuschuss beliefen sich auf rund 102 Mio. Euro.

## Angebot
Außer den Deutschland-Tickets im Abo für Erwachsene, Pendelnde und Schülerinnen und Schüler bietet der RVF für die gelegentliche Nutzung von Bus und Bahn Einzelfahrscheine und Tageskarten an. Seit 1. August 2019 gibt es ein Kurzstreckenticket, das in allen Stadt- und Regionalbussen und den Freiburger Stadtbahnen für maximal drei Haltestellen gilt.
Der RVF ist Teil des KONUS-Angebots, das für Übernachtungstouristen in teilnehmenden Orten des Schwarzwalds eine kostenfreie Nutzung der Verkehrsmittel ermöglicht. Da Freiburg nicht an KONUS teilnimmt, gibt es für Touristen mit der Welcomekarte ein 3-Tages-Ticket mit Vergünstigungen bei Partnern.
Mit Kombitickets haben Veranstalter die Möglichkeit, eine Eintrittskarte zugleich als Fahrschein für Hin- und Rückfahrt auszugeben.
Im Frühjahr 2025 erfolgte ein Relaunch der etablierten Fahrplan- und Ticket-App RVF mobil. Sie bietet Fahrplanauskünfte in Echtzeit und ein breites Ticketsortiment mit bis zu 10 % Rabatt. Umweltbewusstes Reisen unterstützt die App, indem sie für jede Verbindung das eingesparte CO₂ anzeigt.
Seit dem 1. Oktober 2021 gibt es auch einen Luftlinientarif. Mit einem Smartphone und der Fairtiq-App checkt man zu Beginn der Fahrt ein und am Ende wieder aus und es werden nicht die gefahrenen Kilometer, sondern die Luftlinie berechnet. Mit einem Smartphone und der Fairtiq-App können Fahrgäste zudem zu Beginn der Fahrt ein und am Ende wieder auschecken, ohne das Tarifangebot zu kennen. Fahrgäste sind immer zum günstigsten Preis unterwegs und können mit der App auch über die Verbundgrenze hinaus in ganz Baden-Württemberg fahren.
Auch über die App DB Navigator werden RVF-Tickets angeboten.

## An der RVF GmbH beteiligte Verkehrsunternehmen
(Stand: Mai 2024)
- DB Regio AG
- SBG Südbadenbus GmbH
- Freiburger Verkehrs AG (VAG)
- Südwestdeutsche Landesverkehrs-GmbH (SWEG)
- Binninger Omnibusbetrieb GmbH & Co. KG
- Werner Hummel Omnibusverkehr GmbH (Auto-Hummel)
- Oestreicher Regiobus Freiamt OHG
- Rast Reisen GmbH
- Rist Reisen KG
- Tuniberg Express Heinrich Schwarz KG
- Will Markgräfler Reisen GmbH & Co KG
- Anselm Winterhalter, Spedition und Omnibusbetrieb
- Stadt Breisach am Rhein
- Stadtwerke Bad Krozingen
- Stadtwerke Emmendingen GmbH